# Uombat comú
El uombat comú (Vombatus ursinus) és una de les tres espècies de uombat, l'única vivent del gènere Vombatus. Té una àmplia distribució a les parts més fresques i ben proveïdes d'aigua del sud i l'est d'Austràlia, incloent-hi Tasmània i regions muntanyoses que s'estenen cap al nord fins a la part meridional de Queensland, però està en declivi a l'oest de Victòria i Austràlia Meridional.